# Imazhi yt
Imazhi yt, auch Dua të jem imazhi yt, ist das Siegerlied des 42. Festivali i Këngës. Es wurde von Anjeza Shahini interpretiert. Mit dem Text von Agim Doçi und June Taylor und der Musik von Edmond Zhulali war es in der englischen Version The Image of You der erste albanische Beitrag zum Eurovision Song Contest, nämlich zu seiner 49. Ausgabe.

## Hintergrund
Shahini war Teilnehmerin des Festivali i Këngës 2003. Sie nahm hierbei im zweiten Halbfinale am 19. Dezember 2003 teil, aus dem sie sich für das nachfolgende Finale qualifizieren konnte. Dieses konnte sie am 20. Dezember 2003 mit der Mehrheit der Stimmen von Publikum und Jury für sich entscheiden.
Der Titel wurde von Edmond Zhulali komponiert und die albanische Version von Agim Doçi getextet. Der englische Text stammt von June Taylor. Für Zhulali war es der erste Sieg beim Festival, nicht jedoch für Doçi, der bereits den Siegertitel von 1988 für Parashqevi Simaku geschrieben hatte.

## Inhaltliches
Die Version, die beim Festival aufgeführt wurde, dauerte knapp viereinhalb Minuten. Um den Regeln des Eurovision Song Contest gerecht zu werden, wurde der Titel auf drei Minuten gekürzt.
Beide Versionen werden von einem Klavier eingeleitet, auf welches das Intro folgt. Dieser Beginn wurde in der Grand-Prix-Version auf etwa eine halbe Minute gekürzt, während er in der originalen Version noch etwa doppelt so lang war. Das E-Gitarren-Solo nach dem Refrain fällt ebenfalls deutlich kürzer aus und die nachfolgende Strophe fiel komplett weg. Allgemein wurde der Titel an mehreren Punkten gestrafft. Weiterhin wurde das Arrangement der Instrumente und des Gesanges angepasst.
Die ursprüngliche Version wurde auf Albanisch getextet, während die spätere Eurovisions-Version komplett auf Englisch gehalten wurde.

## Beim Eurovision Song Contest

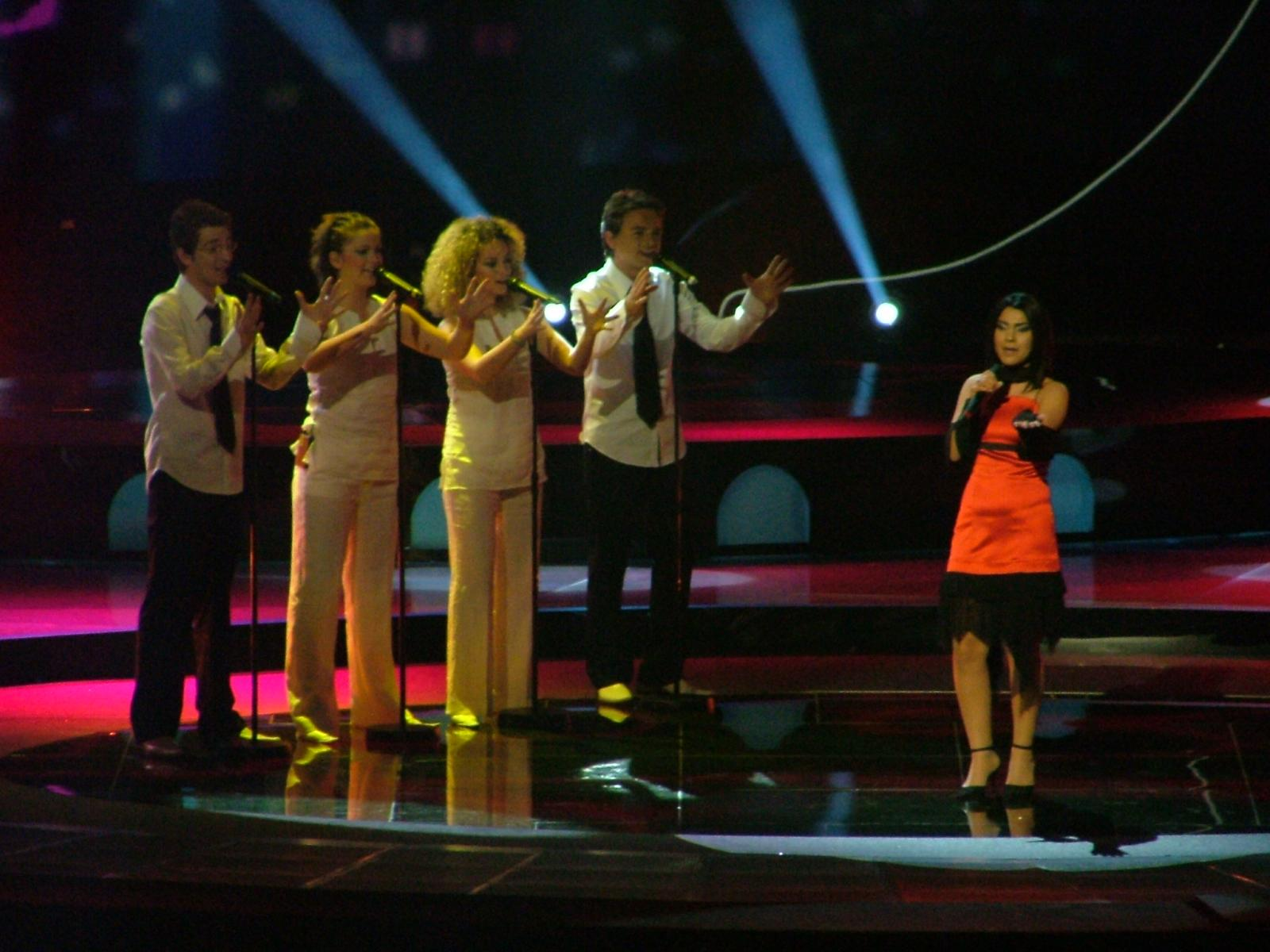
Shahini beim Eurovision Song Contest

Im Gegensatz zum Vorschauvideo, das vorab veröffentlicht worden war, wurde Shahini auf der Bühne des Eurovision Song Contest nicht von Tänzern, sondern von einem Chor begleitet. Die Begleitsänger Arbër Arapi, Klajdi Musabelliu, Rosela Gjylbegu und Tergita Gusta waren allesamt Teilnehmer der Krasta Show und Ethet e së premtes mbrëma. Sie nahmen sowohl vor und nach dem Eurovision Song Contest am Festivali i Këngës teil.
Albanien nahm im neu geschaffenen Halbfinale des Eurovision Song Contest 2003 am 12. Mai 2004 teil. Aus diesem konnte es sich mit 167 Punkten erfolgreich für das Finale qualifizieren. Das Finale fand am 15. Mai statt. Shahini trat hierbei an achter Stelle von 24 Teilnehmern auf, nach dem deutschen Beitrag Can’t Wait Until Tonight von Max Mutzke und vor dem späteren Siegertitel Wild Dances von Ruslana aus der Ukraine.
Das Land erreichte mit 106 Punkten vor Deutschland den siebten Platz, wobei es von Nordmazedonien die Höchstpunktzahl von 12 Punkten erhalten hatte. Aufgrund des guten Ergebnis war Albanien für das Finale des nachfolgenden Eurovision Song Contest qualifiziert. Der Titel gehört bis heute zu den erfolgreichsten Beiträgen Albaniens beim europäischen Wettbewerb. Mit Suus (fünfter Platz, 2012) und Zjerm (achter Platz, 2025) gehört The Image of You zudem zu den einzigen albanischen Beiträgen, die die Top 10 erreichen konnten.

## Veröffentlichung
Die albanische Version wurde unter dem Titel Dua të jem imazhi yt auf zwei Samplern veröffentlicht: zum einen auf Ausgabe 12 von Historia e muzikës së lehtë Shqiptare (2018), zum anderen auf einer weiteren Kompilation (2016), die alle Beiträge des 42. Festivali i Këngës enthält. Beide Alben sind jedoch aus ungeklärten Gründen nicht mehr zum Download oder Streaming erhältlich.
Die englischsprachige Version wurde jedoch auf der offiziellen Kompilation des Eurovision Song Contest 2004 veröffentlicht. Weiterhin existiert eine Promotions-CD mit The Image of You. 2022 veröffentlichte Shahini die Single im Eigenverlag als Musikstream.